# Yukio Shimomura
Pour les articles homonymes, voir Shimomura.
Yukio Shimomura (下村 幸男, Shimamura Yukio, né à Hiroshima en 1932) est un footballeur et entraîneur japonais.

## Biographie
En tant que gardien, Yukio Shimomura fut international japonais à une seule occasion, en tant que remplaçant lors du match contre la Birmanie, le 9 octobre 1955 à Rangoon, qui se solda par un match nul (0-0). Il fit partie des joueurs sélectionnés pour les JO 1956, mais il ne joua aucun match.
Il ne joua que pour un club, Toyo Kogyo, de 1952 à 1961, sans rien remporter.
Il devint aussi entraîneur de deux clubs nationaux (Toyo Kogyo et Towa Real Estate) et de la sélection nationale de 1979 à 1980. Il remporta cinq championnats japonais et deux coupes du Japon avec le premier club.
C'est un hibakusha (被爆者), c'est-à-dire « une victime de la bombe atomique ».

## Clubs

### En tant que joueur
- 1952-1961 :  Toyo Kogyo

### En tant qu'entraîneur
- 1964-1970 :  Toyo Kogyo
- 1972-1974 :  Towa Real Estate
- 1979-1980 :  Japon

## Palmarès

### En tant que joueur
- Coupe du Japon de football
  - Finaliste en 1954 et en 1957

### En tant qu'entraîneur
- Coupe du Japon de football
  - Vainqueur en 1965 et en 1969
  - Finaliste en 1966 et en 1970
- Championnat du Japon de football
  - Champion en 1965, en 1966, en 1967, en 1968 et en 1970
  - Vice-champion en 1969